# Петті Карденас
Петті Карденас  (англ. Patty Cardenas, 19 серпня 1984) — американська ватерполістка, олімпійська медалістка.

## Виступи на Олімпіадах
| Олімпіада  | Дисципліна | Місце |
| ---------- | ---------- | ----- |
| Пекін 2008 | водне поло | 2     |